# 4-й авіапольовий корпус (Третій Рейх)
IV-й (4-й) авіапольовий корпус (нім. IV. Luftwaffen-Feldkorps) — корпус Люфтваффе за часів Другої світової війни, що діяв у складі сухопутних військ. 19 листопада 1944 переформований на 90-й армійський корпус.

## Історія
IV-й авіапольовий корпус сформований 30 листопада 1942

## Райони бойових дій
- СРСР (південний напрямок) (листопад 1942 — січень 1943);
- Франція (січень 1943 — листопад 1944).

## Командування

### Командири
- генерал-лейтенант, з 1 грудня 1942 генерал зенітних військ Гергард Гоффманн (нім. Gerhard Hoffmann) (30 листопада 1942 — 1 серпня 1943);
- генерал авіації Еріх Петерсен (нім. Erich Petersen) (1 серпня 1943 — 19 листопада 1944).

## Бойовий склад 4-го авіапольового корпусу
Формування управління, забезпечення та підтримки
- 112-те артилерійське командування (Arko 112);
- розвідувальна рота авіапольового корпусу (Aufklärungs-Kompanie Luftwaffen-Feldkorps IV);
- 4-й корпусний батальйон зв'язку Люфтваффе (Luftwaffen Korps Nachrichten-Abteilung 4);
- 1900-та транспортна рота особливого призначення (Kraftfahr-Kompanie z.b.V. 1900);
- 1901-ша транспортна рота особливого призначення (Kraftfahr-Kompanie z.b.V. 1901);
- 424-й корпусний батальйон зв'язку (Korps-Nachrichten-Abteilung 424);
- 64-й взвод фельджандармерії (Feldgendarmerie-Trupp 64);
- вартова рота (Wachkompanie);
- корпусна велосипедна рота Люфтваффе (Radfahr-Kompanie / Luftwaffen-Feld-Korps IV).

- 326-та піхотна дивізія (326. Infanterie-Division);
- 338-ма піхотна дивізія (338. Infanterie-Division).

- 277-ма піхотна дивізія (277. Infanterie-Division);
- 338-ма піхотна дивізія.

- 271-ша піхотна дивізія (271. Infanterie-Division);
- 277-ма піхотна дивізія;
- 338-ма піхотна дивізія.

- 271-ша піхотна дивізія;
- 272-га піхотна дивізія (272. Infanterie-Division);
- 277-ма піхотна дивізія.

- 189-та резервна дивізія (189. Reserve-Division);
- 198-ма піхотна дивізія (198. Infanterie-Division);
- 716-та піхотна дивізія (716. Infanterie-Division).

- 189-та резервна дивізія;
- 716-та піхотна дивізія.

- 159-та піхотна дивізія (159. Infanterie-Division);
- 198-ма піхотна дивізія;
- 338-ма піхотна дивізія.

- 338-ма піхотна дивізія.

- 198-ма піхотна дивізія;
- 269-та піхотна дивізія (269. Infanterie-Division).